# Finská mužská florbalová reprezentace

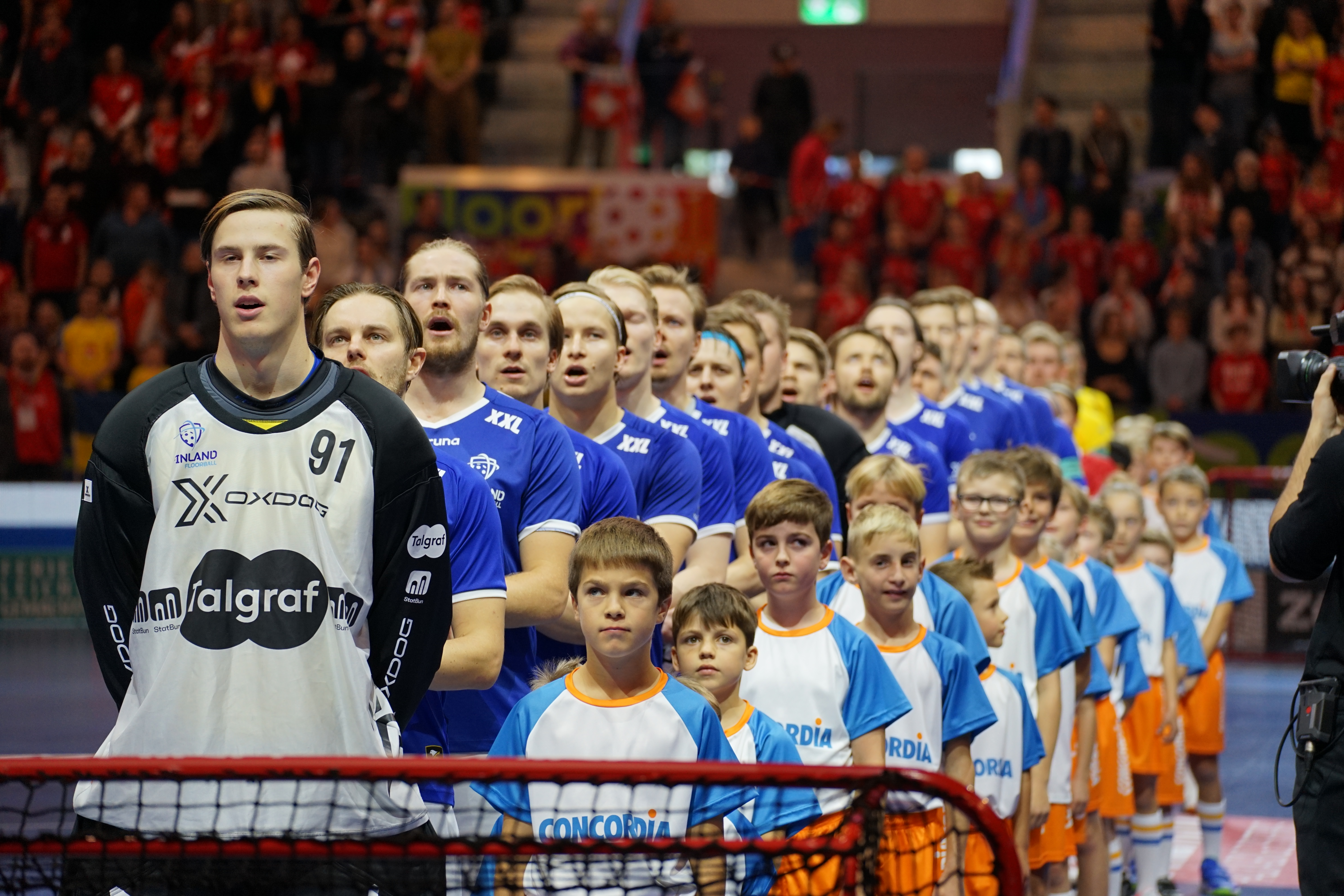
Finský tým na Mistrovství světa 2022

Finská mužská florbalová reprezentace je národní florbalový tým Finska založený v roce 1985. Finsko je zakládajícím členem Mezinárodní florbalové federace.
Nejlepším výsledkem týmu jsou zlaté medaile z mistrovství Evropy v roce 1995 a mistrovství světa v letech 2008, 2010, 2016, 2018 a 2024. Tým je tak úřadujícím mistrem světa a po reprezentaci Švédska druhou nejúspěšnější florbalovou reprezentací, před třetím Českem. Společně se Švédskem jsou to jediné týmy, které kdy získaly na mistrovství světa zlatou medaili a také získaly medaili na každém mistrovství Evropy i světa a na všech florbalových turnajích na Světových hrách.

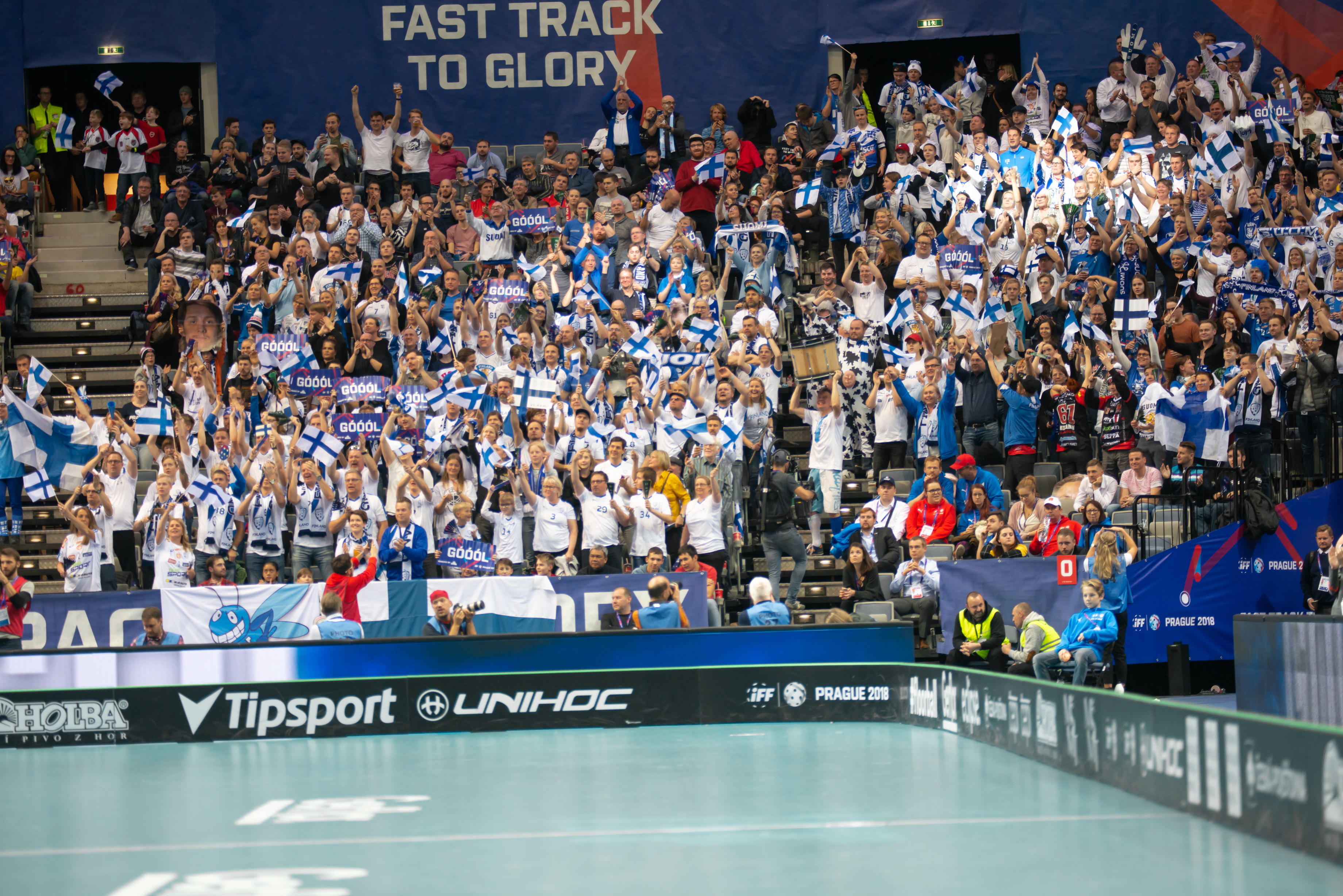
Fanoušci finského týmu ve finále Mistrovství světa 2018

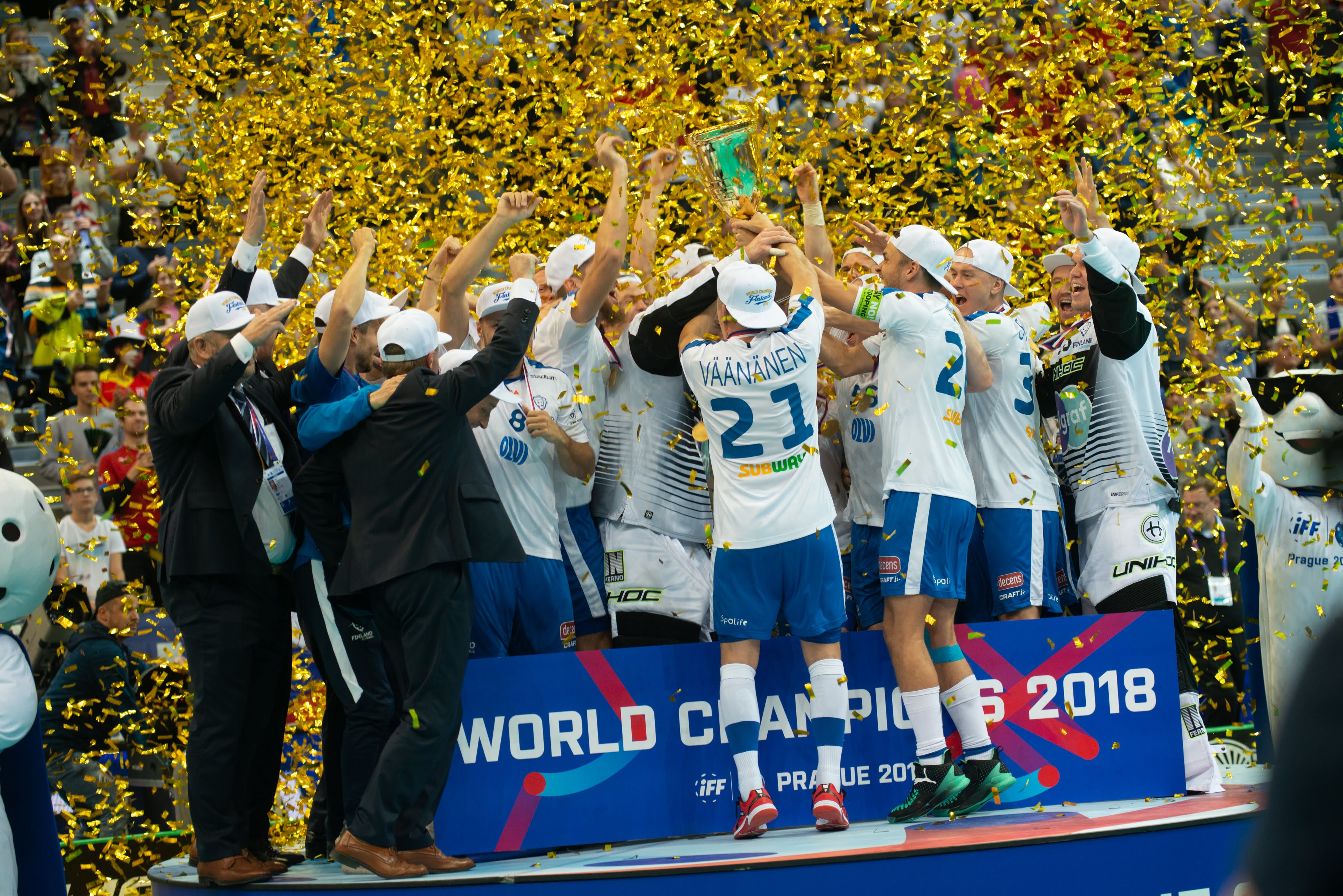
Finský tým slaví titul na Mistrovství světa 2018

V žebříčku IFF je Finsko druhé (za Švédskem a před Českem), po prvním a třetím místě na šampionátech v letech 2024 a 2022.

## Bilance s Českem
K listopadu 2023 Finsko vyhrálo většinu z dosavadních více než 50 zápasů proti české reprezentaci. Prohráli jen šestkrát. Poprvé to bylo ve skupině na Mistrovství světa v roce 2002 ve Finsku, což je jediná dosavadní prohra s Českem na mistrovství světa. Další čtyři prohry přišly na turnajích Euro Floorball Tour, poprvé v listopadu 2011 a naposledy v září 2024.
Na mistrovství světa se Finsko s Českem střetlo čtyřikrát ve skupině (dvě výhry, jedna remíza a výše zmíněná prohra), naposledy již v roce 2006. V play-off Finsko vždy vyhrálo, celkem sedmkrát, z toho šestkrát v semifinále, naposledy na odloženém mistrovství v roce 2021. Na šampionátu v roce 2012 Finsko zvítězilo již ve čtvrtfinále, což byl jeden z důvodů konečného českého sedmého místa, tedy nejhoršího umístění v historii.

## Umístění

### Mistrovství Evropy

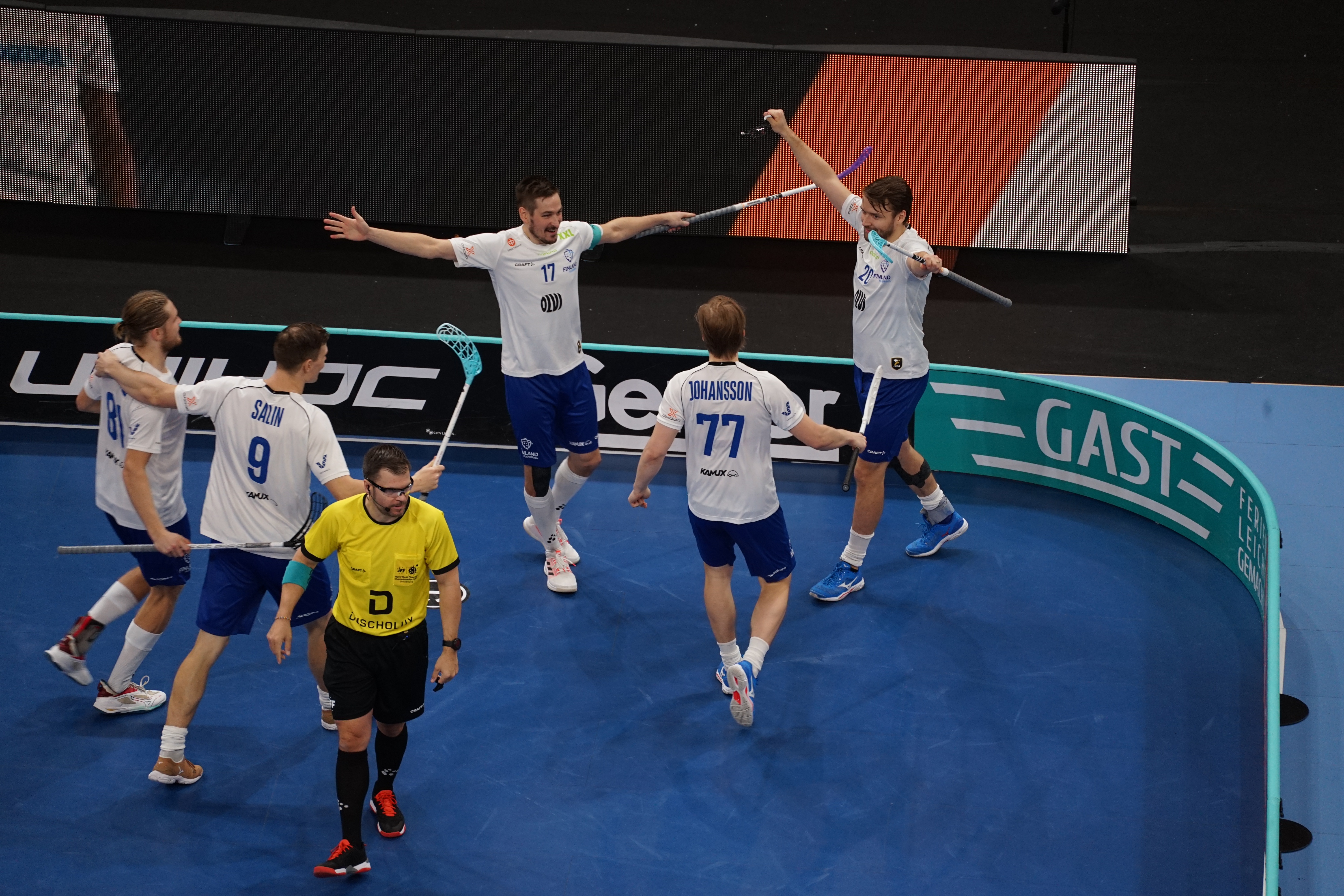
Finští hráči slaví gól v zápase o bronz proti Švýcarsku na Mistrovství světa 2022

| Turnaj | Místo     | Umístění | Rozhodující zápas |
| ------ | --------- | -------- | ----------------- |
| 1994   | Finsko    | 2.       | Švédsko 1 : 4     |
| 1995   | Švýcarsko | 1.       | Švédsko 3 : 2ts   |

### Mistrovství světa
| Turnaj | Místo     | Umístění | Rozhodující zápas | Trenér         |
| ------ | --------- | -------- | ----------------- | -------------- |
| 1996   | Švédsko   | 2.       | Švédsko 0 : 5     |                |
| 1998   | Česko     | 3.       | Dánsko 4 : 1      |                |
| 2000   | Norsko    | 2.       | Švédsko 3 : 5     |                |
| 2002   | Finsko    | 2.       | Švédsko 4 : 6     |                |
| 2004   | Švýcarsko | 3.       | Švýcarsko 8 : 7ts |                |
| 2006   | Švédsko   | 2.       | Švédsko 6 : 7pp   |                |
| 2008   | Česko     | 1.       | Švédsko 7 : 6pp   |                |
| 2010   | Finsko    | 1.       | Švédsko 6 : 2     |                |
| 2012   | Švýcarsko | 2.       | Švédsko 5 : 11    | Petri Kettunen |
| 2014   | Švédsko   | 2.       | Švédsko 2 : 3     | Petri Kettunen |
| 2016   | Lotyšsko  | 1.       | Švédsko 4 : 3ts   | Petri Kettunen |
| 2018   | Česko     | 1.       | Švédsko 6 : 3     | Petteri Nykky  |
| 2020   | Finsko    | 2.       | Švédsko 4 : 6     | Petteri Nykky  |
| 2022   | Švýcarsko | 3.       | Švýcarsko 5 : 3   | Petteri Nykky  |
| 2024   | Švédsko   | 1.       | Švédsko 5 : 4pp   | Esa Jussila    |

### Světové hry
| Turnaj | Místo                  | Umístění | Rozhodující zápas | Trenér        |
| ------ | ---------------------- | -------- | ----------------- | ------------- |
| 2017   | Polsko                 | 3.       | Česko 2 : 0       |               |
| 2022   | Spojené státy americké | 2.       | Švédsko 5 : 6     | Petteri Nykky |

## Známí reprezentanti
- Petri Kettunen (ME 1994, ME 1995, 1996)
- Mika Kohonen (1998, 2000, 2002, 2004, 2006, 2008, 2010, 2012, 2014, 2016, 2018)